# MRPS2
MRPS2 (англ. Mitochondrial ribosomal protein S2) – білок, який кодується однойменним геном, розташованим у людей на 9-й хромосомі. Довжина поліпептидного ланцюга білка становить 296 амінокислот, а молекулярна маса — 33 249.
| 10         |  | 20         |  | 30         |  | 40         |  | 50         |
| ---------- |  | ---------- |  | ---------- |  | ---------- |  | ---------- |
| MATSSAALPR |  | ILGAGARAPS |  | RWLGFLGKAT |  | PRPARPSRRT |  | LGSATALMIR |
| ESEDSTDFND |  | KILNEPLKHS |  | DFFNVKELFS |  | VRSLFDARVH |  | LGHKAGCRHR |
| FMEPYIFGSR |  | LDHDIIDLEQ |  | TATHLQLALN |  | FTAHMAYRKG |  | IILFISRNRQ |
| FSYLIENMAR |  | DCGEYAHTRY |  | FRGGMLTNAR |  | LLFGPTVRLP |  | DLIIFLHTLN |
| NIFEPHVAVR |  | DAAKMNIPTV |  | GIVDTNCNPC |  | LITYPVPGND |  | DSPLAVHLYC |
| RLFQTAITRA |  | KEKRQQVEAL |  | YRLQGQKEPG |  | DQGPAHPPGA |  | DMSHSL     |

A: Аланін

C: Цистеїн

D: Аспарагінова кислота

E: Глутамінова кислота

F: Фенілаланін

G: Гліцин

H: Гістидин

I: Ізолейцин

K: Лізин

L: Лейцин

M: Метіонін

N: Аспарагін

P: Пролін

Q: Глутамін

R: Аргінін

S: Серин

T: Треонін

V: Валін

W: Триптофан

Кодований геном білок за функціями належить до рибонуклеопротеїнів, рибосомних білків. 
Локалізований у мітохондрії.